# بطولة العالم للدراجات على المضمار 1938
بطولة العالم للدراجات على المضمار 1938 هي الدورة ال41 من بطولة العالم للدراجات على المضمار، أجريت في أمستردام، هولندا.

## النتائج النهائية
| المسابقة                           | ذهبية              | فضية               | برونزية           |
| ---------------------------------- | ------------------ | ------------------ | ----------------- |
| السرعة الفردية                     | آري فان فليت (NED) | Jef Scherens (BEL) | ألبرت ريختر (GER) |
| سباق مطاردة الدراجة النارية للهواة |                    |                    |                   |